# Agrotis erythroxylea
Agrotis erythroxylea là một loài bướm đêm trong họ Noctuidae.